# Louis Bardey
Pour les articles homonymes, voir Bardey.
Louis Bardey, né le 8 octobre 1851 à La Croix-Rousse, et mort le 18 juin 1915 à Lyon, est un peintre et dessinateur décoratif français.

## Biographie
Louis Bardey naît le 8 octobre 1851 à la Croix-Rousse. Il étudie à l'École des beaux-arts de la ville à partir de 1867, expose son portrait au Salon de Lyon en 1872 et un paysage à celui de  1874.
Il est marié à la sculptrice et artiste peintre Jeanne Bardey.
Il collabore avec le relieur Lucien Magnin à la fin des années 1880 et débuts des années 1890. 
Parmi ses œuvres, on peut citer le décor peint de style antique dans l'escalier de l'hôtel de préfecture du Rhône en 1890. Il aussi réalisé des décors à Vichy pour l'homme d'affaires lyonnais Jacques Jurietti dans sa villa éponyme et au Cercle international, principal cercle de jeux de la station thermale et l'un des plus connus de France de la Belle Époque.  
Louis Bardey meurt en 1915 dans sa ville natale.